# Miracinonyx
Miracinonyx (tzv. americký gepard) je vyhynulý rod severoamerických kočkovitých šelem. Morfologicky se jeho zástupci podobali gepardům (snad kvůli konvergentní adaptaci na rychlý běh), byli však statnější. Fylogeneticky ale pravděpodobně spíše patří do příbuznosti gepardům blízkého rodu Puma, či přímo do něj. Žili v době před 3,2 miliony až 12 000 lety v Severní Americe. Jsou známí z mnoha fragmentů kostry.

## Charakteristika taxonu
Známe dva druhy, Miracinonyx inexpectatus a Miracinonyx trumani. Někdy uváděný druh Miracinonyx studeri je pravděpodobně pouze synonymem Miracinonyx trumani.
Předpokládá se, že puma a M. trumani se oddělili před třemi miliony let; kam patří M. inexpectatus je nejasné, pravděpodobně jde o primitivního předka M. trumani nebo o jeho sesterský druh. M. trumani je spíše podobný pravému gepardovi, M. inexpectatus je podobnější pumě.
Tělo této kočkovité šelmy bylo dlouhé asi 170 cm, ocas v průměru 92 cm. Výška v kohoutku dosahovala asi 85 cm. Typická hmotnost byla okolo 70 kg, ale někteří jedinci mohli vážit i více než 95 kg. Měl plně zatažitelné drápy. Celkově šlo stavbou těla o živočicha na pomezí geparda a pumy.
Živil se aktivním lovem. Byl dobrý běžec, ale zároveň dokázal i šplhat a zjevně mohl pronásledovat živočichy i ve členitém terénu, podobně jako dnešní pumy, levharti či irbisové. Lovil pravděpodobně vidlorohy, koňovité, horské ovce a kozy.